# Boussay (Indre-et-Loire)
Boussay ist eine Gemeinde im französischen Département Indre-et-Loire in der Region Centre-Val de Loire. Sie gehört zum Kanton Descartes und zum Arrondissement Loches. Sie grenzt im Nordwesten an Chaumussay, im Norden an Le Petit-Pressigny, im Osten an Preuilly-sur-Claise, im Süden an Yzeures-sur-Creuse und im Südwesten an Chambon. Zu Boussay gehören neben der Hauptsiedlung auch die Weiler Boissière, Bernardières, Humeau, Feurisserie, Ratrie und Roux. Ragots, Délices, Moulin de Chanvre und Prés du Maine sind gemeinsame Siedlungen mit Preuilly-sur-Claise. An der nördlichen Gemeindegrenze verläuft das Flüsschen Muanne.

## Bevölkerungsentwicklung
| Jahr      | 1962 | 1968 | 1975 | 1982 | 1990 | 1999 | 2008 | 2017 |
| --------- | ---- | ---- | ---- | ---- | ---- | ---- | ---- | ---- |
| Einwohner | 364  | 340  | 287  | 271  | 269  | 268  | 245  | 218  |

## Sehenswürdigkeiten
- Schloss von Boussay, Monument historique
- Kirche Saint-Laurent, Monument historique
- Menhir von Boussay
- Militärfriedhof

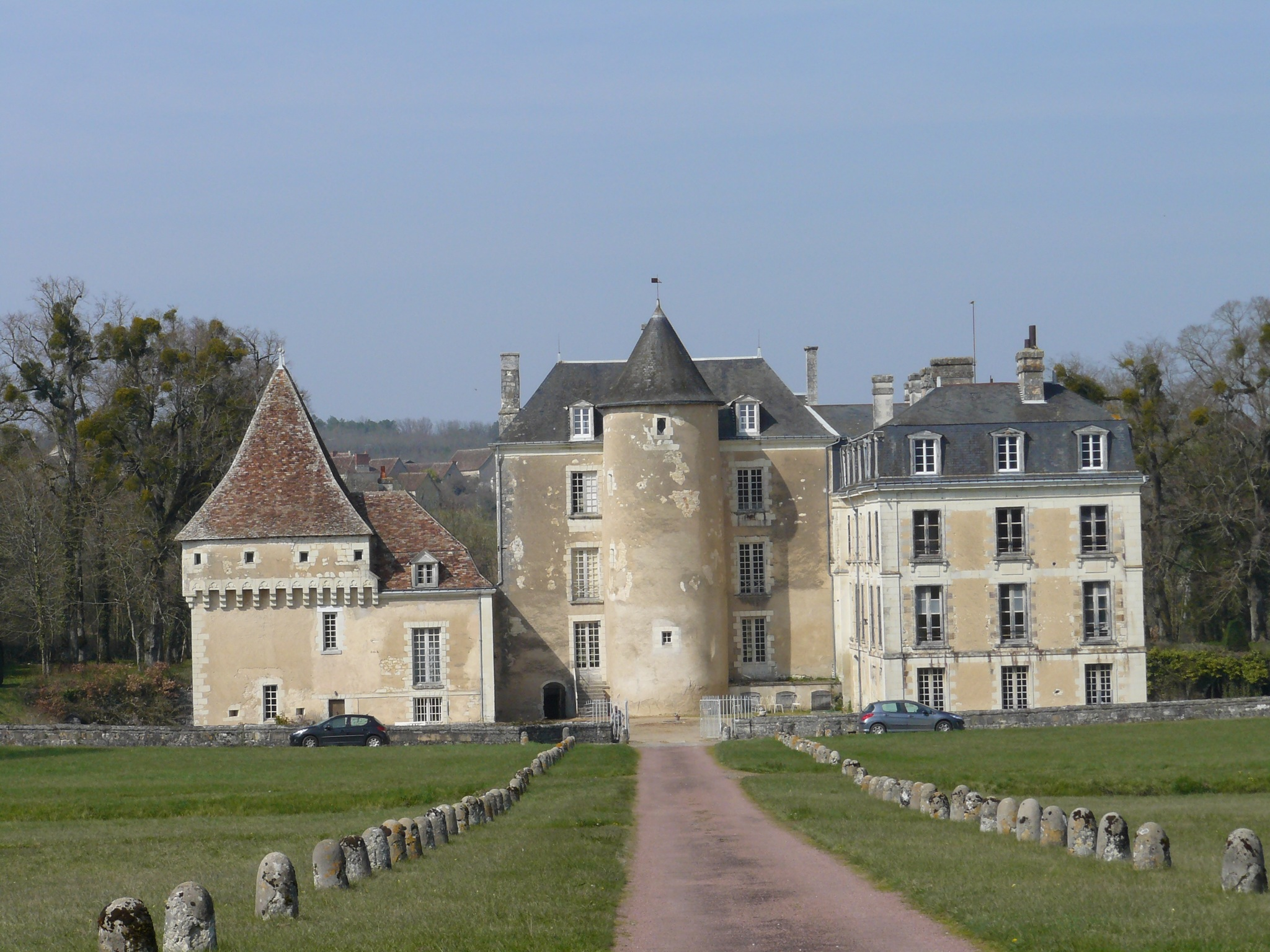
Schloss von Boussay
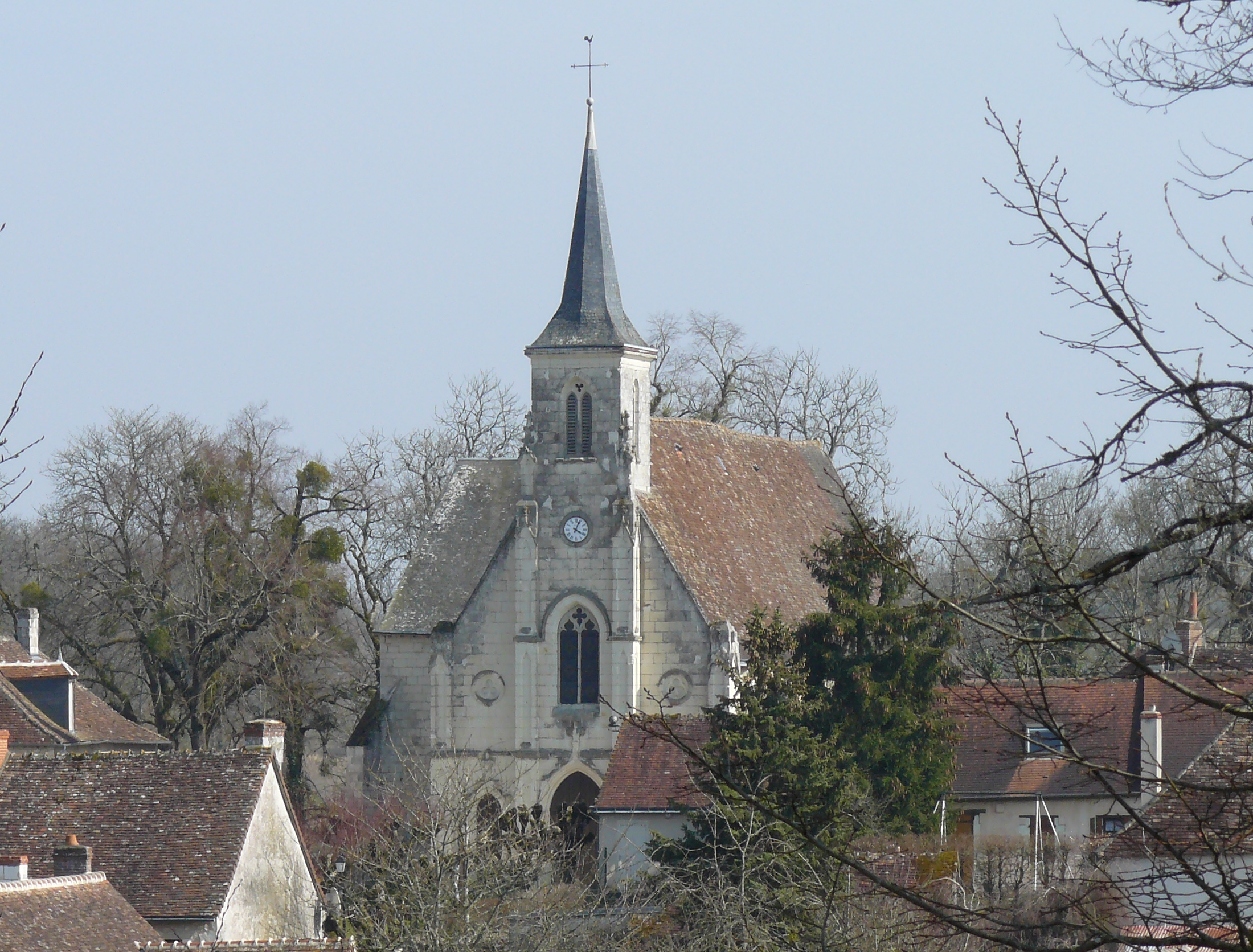
Kirche Saint-Laurent
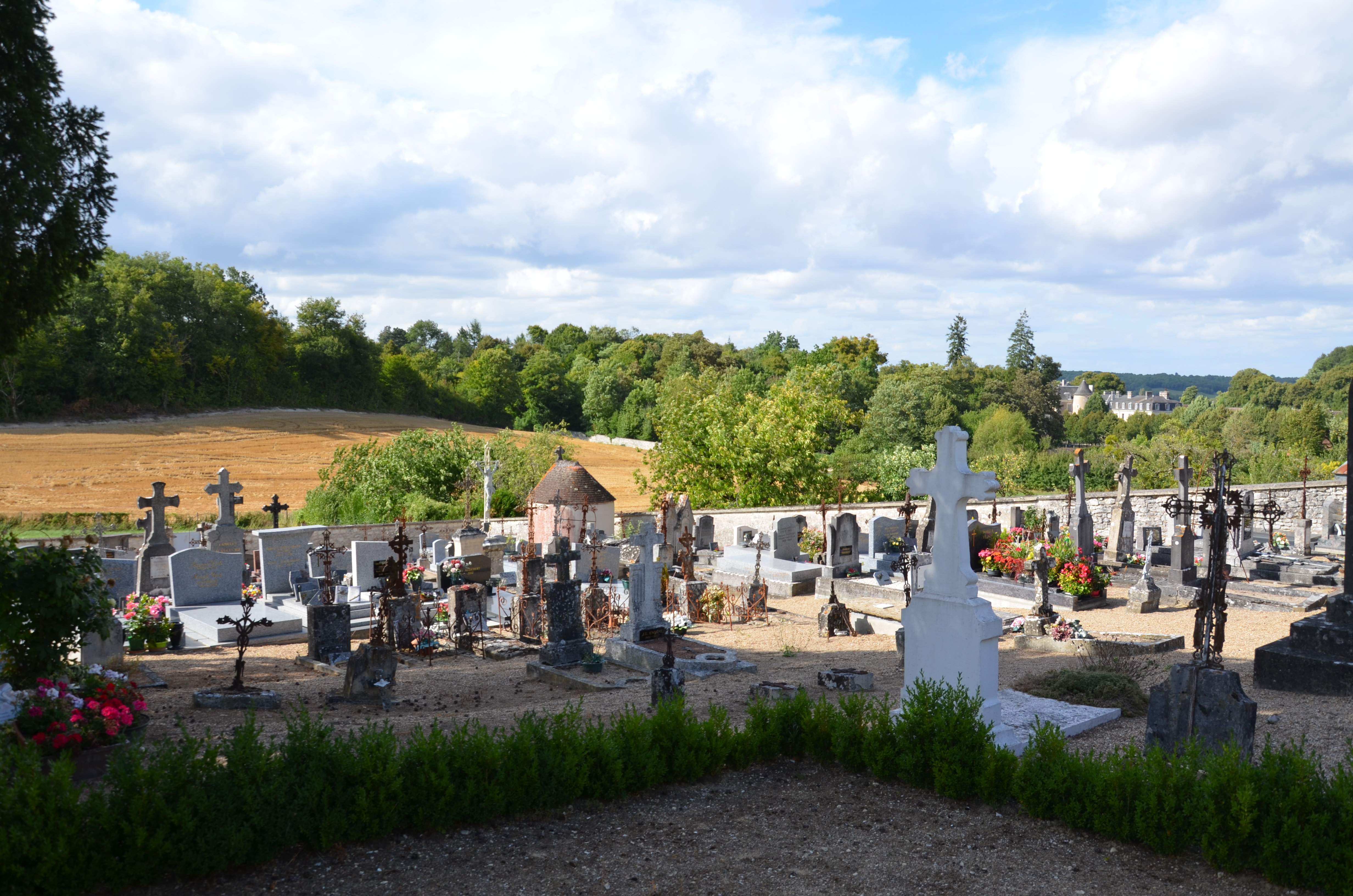
Militärfriedhof